# Зильдярово
Зильдярово (баш. Елдәр) — село в Миякинском районе Башкортостана, административный центр Зильдяровского сельсовета.

## Население
| 2002 | 2009  | 2010 |
| ---- | ----- | ---- |
| 978  | ↗1013 | ↘890 |

Национальный состав
Согласно переписи 2002 года, преобладающие национальности —  башкиры (2%), татары (98%).

По переписи 1920 года, в селе Зильядрово проживало 1671 татар (в состав татар внесли башкир-припущенников в сословии тептярей), 85 башкир (вотчинники), 92 мусульман, 5 русских и 5 чуваш.

## Географическое положение
В черте села река Зильдяр впадает в реку Уязы.
Расстояние до:
- районного центра (Киргиз-Мияки): 37 км,
- ближайшей ж/д станции (Аксёново): 80 км.

## Религия
В селе есть мечеть.

## Известные уроженцы
- Салимов, Мухамет Каримович (14 февраля 1925 года — 4 декабря 2000 года) — бригадир плотников строительно-монтажного поезда № 826 треста «Уфимтрансстрой». Герой Социалистического Труда. Участник Великой Отечественной войны.
- Яппаров, Карам Халиуллович (24 декабря 1924 — 4 июня 2016) — сталевар горно-обогатительного комбината в Качканаре Свердловской области, участник Великой Отечественной войны, Герой Социалистического Труда (1977)[6][7].
- Сыромятников Василий Степанович.родился 14 марта 1885 года. Член Союза художников СССР с 1937 года. Один из первых художников Башкирии, увековечивших природу и жизнь башкир.